# Canton d'Adour Armagnac
Le canton d'Adour Armagnac est une circonscription électorale française du département des Landes.

## Histoire
Un nouveau découpage territorial des Landes entre en vigueur à l'occasion des élections départementales de 2015. Il est défini par le décret du 18 février 2014, en application des lois du 17 mai 2013 (loi organique 2013-402 et loi 2013-403). Les conseillers départementaux sont, à compter de ces élections, élus au scrutin majoritaire binominal mixte. Les électeurs de chaque canton élisent au Conseil départemental, nouvelle appellation du Conseil général, deux membres de sexe différent, qui se présentent en binôme de candidats. Les conseillers départementaux sont élus pour 6 ans au scrutin binominal majoritaire à deux tours, l'accès au second tour nécessitant 12,5 % des inscrits au 1er tour. En outre la totalité des conseillers départementaux est renouvelée. Ce nouveau mode de scrutin nécessite un redécoupage des cantons dont le nombre est divisé par deux avec arrondi à l'unité impaire supérieure si ce nombre n'est pas entier impair, assorti de conditions de seuils minimaux. Dans les Landes, le nombre de cantons passe ainsi de 30 à 15.
Le canton d'Adour Armagnac est formé de communes des anciens cantons d'Aire-sur-l'Adour (12 communes), de Grenade-sur-l'Adour (11 communes) et de Villeneuve-de-Marsan (12 communes). Il est entièrement inclus dans l'arrondissement de Mont-de-Marsan. Le bureau centralisateur est situé à Aire-sur-l'Adour.

## Représentation
| Période élective | Période élective | Mandat | Mandat   | Identité              | Nuance | Nuance | Qualité                                                               |
| ---------------- | ---------------- | ------ | -------- | --------------------- | ------ | ------ | --------------------------------------------------------------------- |
| 2015             | 2021             | 2015   | 2021     | Marie-France Gauthier |        | DVD    | Enseignante retraitée - conseillère municipale de Grenade-sur-l'Adour |
| 2015             | 2021             | 2015   | 2021     | Xavier Lagrave        |        | UDI    | Viticulteur - Maire d'Aire-sur-l'Adour                                |
| 2021             | 2028             | 2021   | en cours | Agathe Bourretère     |        | PS     | Professeure de lettres modernes, Aire-sur-l'Adour                     |
| 2021             | 2028             | 2021   | en cours | Boris Vallaud         |        | PS     | Haut fonctionnaire - Député, Hontanx                                  |

### Résultats détaillés

#### Élections de mars 2015
À l'issue du 1er tour des élections départementales de 2015, deux binômes sont en ballottage : Marie-France Gauthier et Xavier Lagrave (Union de la Droite, 39,6 %) et Robert Cabe et Maryvonne Florence (PS, 34,9 %). Le taux de participation est de 61,39 % (11 229 votants sur 18 290 inscrits) contre 57,2 % au niveau départemental et 50,17 % au niveau national.
Au second tour, Marie-France Gauthier et Xavier Lagrave (Union de la Droite) sont élus avec 54,93 % des suffrages exprimés et un taux de participation de 61,5 % (5 750 voix pour 11 249 votants et 18 290 inscrits).

#### Élections de juin 2021
Le premier tour des élections départementales de 2021 est marqué par un très faible taux de participation (33,26 % au niveau national). Dans le canton d'Adour Armagnac, ce taux de participation est de 44,58 % (8 307 votants sur 18 635 inscrits) contre 40,28 % au niveau départemental. À l'issue de ce premier tour, deux binômes sont en ballottage : Agathe Bourretere et Boris Vallaud (PS, 44,32 %) et Jean-Michel Duclavé et Isabelle Méchin (DVC, 24,42 %).
Le second tour des élections est marqué une nouvelle fois par une abstention massive équivalente au premier tour. Les taux de participation sont de 34,36 % au niveau national, 40,68 % dans le département et 44,87 % dans le canton d'Adour Armagnac. Agathe Bourretere et Boris Vallaud (PS) sont élus avec 57,58 % des suffrages exprimés (4 435 voix pour 8 363 votants et 18 640 inscrits),,.

## Composition
Le canton d'Adour Armagnac comprend trente-cinq communes.
| Nom                                      | Code Insee | Intercommunalité                             | Superficie (km2) | Population (dernière pop. légale) | Densité (hab./km2) | Modifier                                    |
| ---------------------------------------- | ---------- | -------------------------------------------- | ---------------- | --------------------------------- | ------------------ | ------------------------------------------- |
| Aire-sur-l'Adour (bureau centralisateur) | 40001      | CC d'Aire-sur-l'Adour                        | 57,78            | 6 215 (2022)                      | 108                | modifier les données · modifier les données |
| Artassenx                                | 40012      | CC du Pays grenadois                         | 5,50             | 260 (2022)                        | 47                 | modifier les données · modifier les données |
| Arthez-d'Armagnac                        | 40013      | CC du Pays de Villeneuve en Armagnac Landais | 11,17            | 92 (2022)                         | 8,2                | modifier les données · modifier les données |
| Bahus-Soubiran                           | 40022      | CC d'Aire-sur-l'Adour                        | 14,53            | 393 (2022)                        | 27                 | modifier les données · modifier les données |
| Bascons                                  | 40025      | CC du Pays grenadois                         | 18,70            | 868 (2022)                        | 46                 | modifier les données · modifier les données |
| Bordères-et-Lamensans                    | 40049      | CC du Pays grenadois                         | 15,60            | 372 (2022)                        | 24                 | modifier les données · modifier les données |
| Bourdalat                                | 40052      | CC du Pays de Villeneuve en Armagnac Landais | 14,15            | 205 (2022)                        | 14                 | modifier les données · modifier les données |
| Buanes                                   | 40057      | CC d'Aire-sur-l'Adour                        | 6,62             | 240 (2022)                        | 36                 | modifier les données · modifier les données |
| Castandet                                | 40070      | CC du Pays grenadois                         | 16,66            | 420 (2022)                        | 25                 | modifier les données · modifier les données |
| Cazères-sur-l'Adour                      | 40080      | CC du Pays grenadois                         | 31,25            | 1 126 (2022)                      | 36                 | modifier les données · modifier les données |
| Classun                                  | 40082      | CC d'Aire-sur-l'Adour                        | 8,82             | 246 (2022)                        | 28                 | modifier les données · modifier les données |
| Duhort-Bachen                            | 40091      | CC d'Aire-sur-l'Adour                        | 34,17            | 682 (2022)                        | 20                 | modifier les données · modifier les données |
| Eugénie-les-Bains                        | 40097      | CC d'Aire-sur-l'Adour                        | 11,03            | 486 (2022)                        | 44                 | modifier les données · modifier les données |
| Le Frêche                                | 40100      | CC du Pays de Villeneuve en Armagnac Landais | 23,41            | 388 (2022)                        | 17                 | modifier les données · modifier les données |
| Grenade-sur-l'Adour                      | 40117      | CC du Pays grenadois                         | 19,72            | 2 414 (2022)                      | 122                | modifier les données · modifier les données |
| Hontanx                                  | 40127      | CC du Pays de Villeneuve en Armagnac Landais | 30,48            | 611 (2022)                        | 20                 | modifier les données · modifier les données |
| Lacquy                                   | 40137      | CC du Pays de Villeneuve en Armagnac Landais | 19,28            | 288 (2022)                        | 15                 | modifier les données · modifier les données |
| Larrivière-Saint-Savin                   | 40145      | CC du Pays grenadois                         | 16,85            | 588 (2022)                        | 35                 | modifier les données · modifier les données |
| Latrille                                 | 40146      | CC d'Aire-sur-l'Adour                        | 6,84             | 167 (2022)                        | 24                 | modifier les données · modifier les données |
| Lussagnet                                | 40166      | CC du Pays grenadois                         | 8,43             | 77 (2022)                         | 9,1                | modifier les données · modifier les données |
| Maurrin                                  | 40175      | CC du Pays grenadois                         | 13,38            | 457 (2022)                        | 34                 | modifier les données · modifier les données |
| Montégut                                 | 40193      | CC du Pays de Villeneuve en Armagnac Landais | 4,82             | 78 (2022)                         | 16                 | modifier les données · modifier les données |
| Perquie                                  | 40221      | CC du Pays de Villeneuve en Armagnac Landais | 26,34            | 342 (2022)                        | 13                 | modifier les données · modifier les données |
| Pujo-le-Plan                             | 40238      | CC du Pays de Villeneuve en Armagnac Landais | 18,51            | 625 (2022)                        | 34                 | modifier les données · modifier les données |
| Renung                                   | 40240      | CC d'Aire-sur-l'Adour                        | 21,95            | 490 (2022)                        | 22                 | modifier les données · modifier les données |
| Saint-Agnet                              | 40247      | CC d'Aire-sur-l'Adour                        | 7,80             | 181 (2022)                        | 23                 | modifier les données · modifier les données |
| Saint-Cricq-Villeneuve                   | 40255      | CC du Pays de Villeneuve en Armagnac Landais | 15,76            | 464 (2022)                        | 29                 | modifier les données · modifier les données |
| Saint-Gein                               | 40259      | CC du Pays de Villeneuve en Armagnac Landais | 17,85            | 418 (2022)                        | 23                 | modifier les données · modifier les données |
| Saint-Loubouer                           | 40270      | CC d'Aire-sur-l'Adour                        | 16,95            | 441 (2022)                        | 26                 | modifier les données · modifier les données |
| Saint-Maurice-sur-Adour                  | 40275      | CC du Pays grenadois                         | 9,53             | 623 (2022)                        | 65                 | modifier les données · modifier les données |
| Sainte-Foy                               | 40258      | CC du Pays de Villeneuve en Armagnac Landais | 9,10             | 251 (2022)                        | 28                 | modifier les données · modifier les données |
| Sarron                                   | 40290      | CC d'Aire-sur-l'Adour                        | 3,90             | 105 (2022)                        | 27                 | modifier les données · modifier les données |
| Vielle-Tursan                            | 40325      | CC d'Aire-sur-l'Adour                        | 12,81            | 283 (2022)                        | 22                 | modifier les données · modifier les données |
| Le Vignau                                | 40329      | CC du Pays grenadois                         | 11,07            | 508 (2022)                        | 46                 | modifier les données · modifier les données |
| Villeneuve-de-Marsan                     | 40331      | CC du Pays de Villeneuve en Armagnac Landais | 23,14            | 2 487 (2022)                      | 107                | modifier les données · modifier les données |
| Canton d'Adour Armagnac                  | 4001       |                                              | 583,90           | 23 891 (2022)                     | 41                 | modifier les données                        |

## Démographie
En 2022, le canton comptait 23 891 habitants, en évolution de +0,21 % par rapport à 2016 (Landes : +5,78 %, France hors Mayotte : +2,11 %).
| 2013   | 2018   | 2022   |
| ------ | ------ | ------ |
| 23 790 | 23 772 | 23 891 |